# Course de la Paix 1977

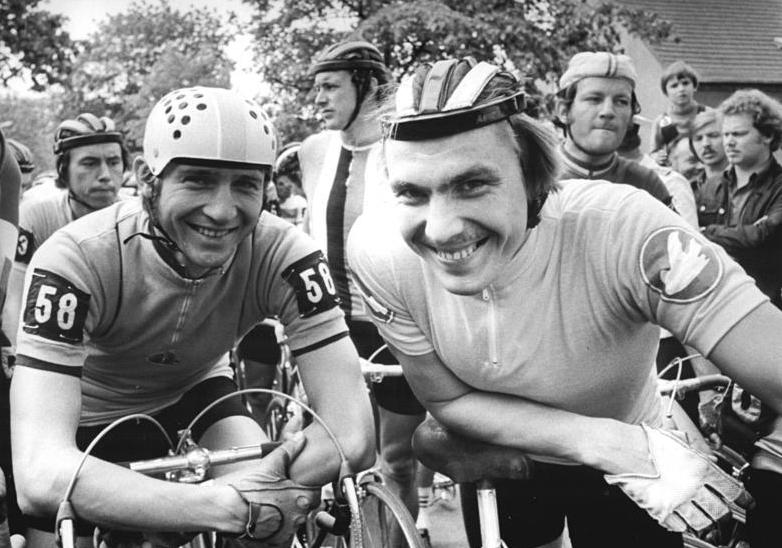
Hans-J. Hartnick (à gauche), et Aavao Pikuus (à droite)

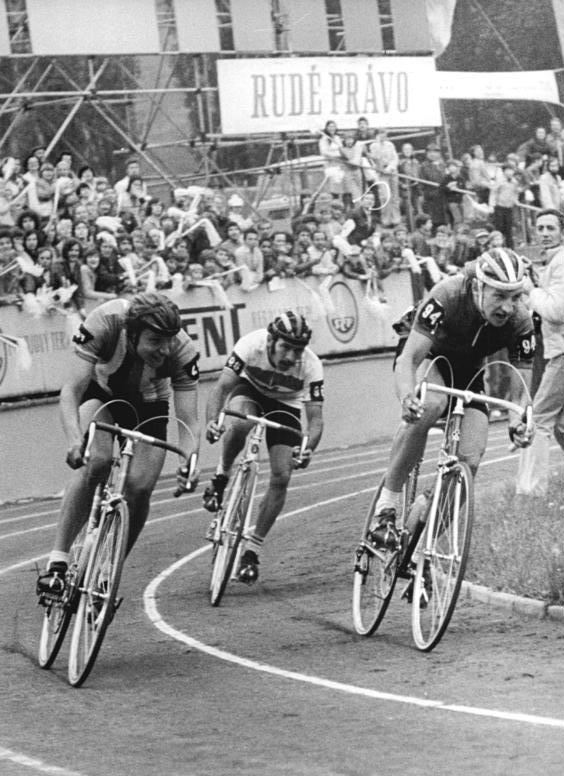
L'arrivée de la 11e étape à Ústí nad Labem, remporté par Vladimir Osokin (ici à gauche)

La 30e Course de la Paix, est organisée en 1977 dans le sens WBP, Varsovie-Berlin-Prague, du 8 au 21 mai. Course trentenaire, avec festivités adjacentes, émissions philatéliques, cette édition a un vainqueur d'exception, le soviétique et estonien Aavo Pikkuus.

## La course
114 coureurs répartis en 19 équipes nationales sont au départ. Contrairement aux éditions jubilées antérieures, aucune équipe ne vient d'Afrique, ni d'Asie. Les Amériques ne sont présentes par la seule équipe de Cuba. 18 équipes sont issues de l'Europe
- Pologne, Tchécoslovaquie, Hongrie, RDA, Union soviétique, Bulgarie, Roumanie, Yougoslavie
- Belgique, Pays-Bas, Finlande, Allemagne fédérale, Grande-Bretagne, Norvège, Suède, France, Suissen Italie.

Le classement final des 97 coureurs restant en course à Prague donne un aperçu des forces : dans les 20 premiers classés, se dénombrent : 5 Allemands (de l'Est), 5 Tchécoslovaques, 4 Soviétiques, 4 Polonais... Un coureur roumain et un cubain complètent le classement. Aavo Pikkuus est le grand favori, il vient de remporter une étape contre-la-montre au Circuit de la Sarthe, devant des "pro" et gagne la course elle-même. Premier au soir du 8 mai 1977, il gagne le 21 mai « à la Jacques Anquetil ». Le principal danger pour Pikkuus vient de son équipe où Vladimir Osokin aspire à mieux que second. À ce Circuit de la Sarthe, il a gagné 2 étapes... Battu par Pikkuus de 28 secondes le premier jour dans l'étape inaugurale, Osokin triomphe de 23 secondes dans le second exercice lors de la 7e étape à Prague... Le polonais Tadeusz Mytnik, 2e à Varsovie, devancé de 14 secondes, et 3e à Prague, n'eut pas à jouer le rôle du troisième larron. Lors de la 10e étape, Pikkuus relègue tous ses adversaires immédiats au-delà de 2 minutes. Le lendemain entre Mladá Boleslav et Usti nad labem, le challenger semble avoir eu "carte blanche" : il gagne l'étape mais reste second. Dès lors l'intérêt de l'équipe dirigée par Viktor Kapitonov primait.

## Les étapes
| #  | Date   | Villes étapes                               | km       | Vainqueur           | Leader       |
| -- | ------ | ------------------------------------------- | -------- | ------------------- | ------------ |
| 1  | 8 mai  | Circuit dans Varsovie (POL)                 | 28 (clm) | Aavo Pikkuus        | Aavo Pikkuus |
| 2  | 9 mai  | Varsovie (POL) - Lodz (POL)                 | 125      | Alexandre Averine   | Aavo Pikkuus |
| 3  | 10 mai | Lodz (POL) - Toruń (POL)                    | 160      | Vlastimil Moravec   | Aavo Pikkuus |
| 4  | 11 mai | Toruń (POL) - Poznań (POL)                  | 150      | Pavel Galik         | Aavo Pikkuus |
| 5  | 13 mai | Szczecin (POL) - Neubrandenburg (RDA)       | 155      | Vladimir Osokin     | Aavo Pikkuus |
| 6  | 14 mai | Neubrandenburg (RDA) - Berlin (RDA)         | 129      | Teodor Vasile       | Aavo Pikkuus |
| 7  | 14 mai | Circuit dans Berlin (RDA)                   | 30 (clm) | Vladimir Osokin     | Aavo Pikkuus |
| 8  | 15 mai | Berlin (RDA) - Cottbus (RDA)                | 132      | Bernd Drogan        | Aavo Pikkuus |
| 9  | 16 mai | Cottbus (RDA) - Dresde (RDA)                | 145      | Siegbert Schmeisser | Aavo Pikkuus |
| 10 | 18 mai | Dresde (RDA) - Mladá Boleslav (TCH)         | 153      | Aavo Pikkuus        | Aavo Pikkuus |
| 11 | 19 mai | Mladá Boleslav (TCH) - Usti nad Labem (TCH) | 140      | Vladimir Osokin     | Aavo Pikkuus |
| 12 | 20 mai | Usti nad Labem (TCH) - Sokolov (TCH)        | 162      | Jacky Hardy         | Aavo Pikkuus |
| 13 | 21 mai | Sokolov (TCH) - Prague (TCH)                | 144      | Hans Grob           | Aavo Pikkuus |

## Le classement général
|     | Cycliste            | Équipe          |    | Temps            |
| --- | ------------------- | --------------- | -- | ---------------- |
| 1.  | Aavo Pikkuus        | URSS            | en | 39 h 27 min 40 s |
| 2.  | Vladimir Osokin     | URSS            | +  | 30 s             |
| 3.  | Tadeusz Mytnik      | Pologne         |    | 5 min 00 s       |
| 4.  | Jiří Škoda          | Tchécoslovaquie |    | 5 min 27 s       |
| 5.  | Siegbert Schmeisser | RDA             |    | 6 min 26 s       |
| 6.  | Bernd Drogan        | RDA             |    | 6 min 35 s       |
| 7.  | Andreas Petermann   | RDA             |    | 6 min 53 s       |
| 8.  | Gerhard Lauke       | RDA             |    | 6 min 58 s       |
| 9.  | Czesław Lang        | Pologne         |    | 7 min 12 s       |
| 10. | Michal Klasa        | Tchécoslovaquie |    | 7 min 41 s       |

## Classements annexes

Un des timbres poste émis en 1977 pour la 30e Course de la paix

### Classement du plus combatif
|   | Cycliste        | Points |
| - | --------------- | ------ |
| 1 | Vladimir Osokin | 50     |
| 2 | Aavo Pikkuus    | 33     |
| 3 | Ivan Vassilev   | 16     |

### Classement du meilleur grimpeur
|   | Cycliste        | Points |
| - | --------------- | ------ |
| 1 | Aavo Pikkuus    | 42     |
| 2 | Vladimir Osokin | 30     |
| 3 | Carlos Cardet   | 16     |

### Classement par équipes
|   | Équipe          | Temps                |
| - | --------------- | -------------------- |
| 1 | URSS            | en 118 h 32 min 02 s |
| 2 | RDA             | + 10 min 30 s        |
| 3 | Tchécoslovaquie | + 11 min 31 s        |
| 4 | Pologne         | + 12 min 02 s        |
| 5 | France          | + 17 min 55 s        |

Équipes classées 
- URSS
  - Aavo Pikkuus, 22,5 ans, 1er
  - Vladimir Osokin, 23 ans, 2e
  - Yuri Zajac, 11e
  - Alexandre Gussiatnikov, 26 ans, 15e
  - Alexandre Averine, 23 ans, 21e
  - Valeri Tchaplyguine, 25 ans, 52e
- RDA
  - Siegbert Schmeisser, 20 ans, 5e
  - Bernd Drogan, 21,5 ans, 6e
  - Andreas Petermann, 20 ans, 7e
  - Gerhard Lauke, 25 ans, 8e
  - Karl-Dietrich Diers, 23 ans, 12e
  - Hans-Joachim Hartnick, 22 ans, 53e
- France
  - Joël Gallopin, 24 ans, 22e
  - Jean-René Bernaudeau, 21 ans, 24e
  - Michel Zuccarelli, 23,5 ans, 29e
  - Claude Vincendeau, 22,5 ans, 42e
  - Alain Patritti, 24 ans, 49e
  - Jacky Hardy[3], 24 ans, 59e.

## Sources
- En version "papier", les résultats détaillés de la XXXe Course de la Paix sont dans le cahier-brochure édité l'année suivante (1978) par Neues Deutschland  en programme de la 31e Course de la Paix : "31. Friedensfahrt", p. 25-32.
- Dans le magazine français Miroir du cyclisme, le compte-rendu du suiveur Émile Besson de la 30e Course de la Paix, est dans le no 233, juin 1977, p. 50-53. Il y présente le vainqueur "Savo" (sic) Pikkuus.